# Afrarchaea godfreyi
Afrarchaea godfreyi là một loài nhện trong họ Archaeidae. Loài này phân bố ở Nam Phi.